# Astragalus trigonocarpus
Astragalus trigonocarpus là một loài thực vật có hoa trong họ Đậu. Loài này được (Turcz.) Bunge miêu tả khoa học đầu tiên.